# ニーダム (マサチューセッツ州)
ニーダム（Needham）は、アメリカ合衆国マサチューセッツ州のノーフォーク郡にある町。人口は3万2091人（2020年）。ボストンの南西に隣接している。富裕層が多い緑豊かな住宅地である。

## 交通
マサチューセッツ湾交通局ニーダム線の駅が町内に4つあり、ボストン南駅行きの通勤列車を利用できる。
道路はボストン環状高速道路（ルート128）が町内を通っており、車での移動にも便利である。沿線には企業の事業所が多数立地しているので雇用の機会は豊富である。

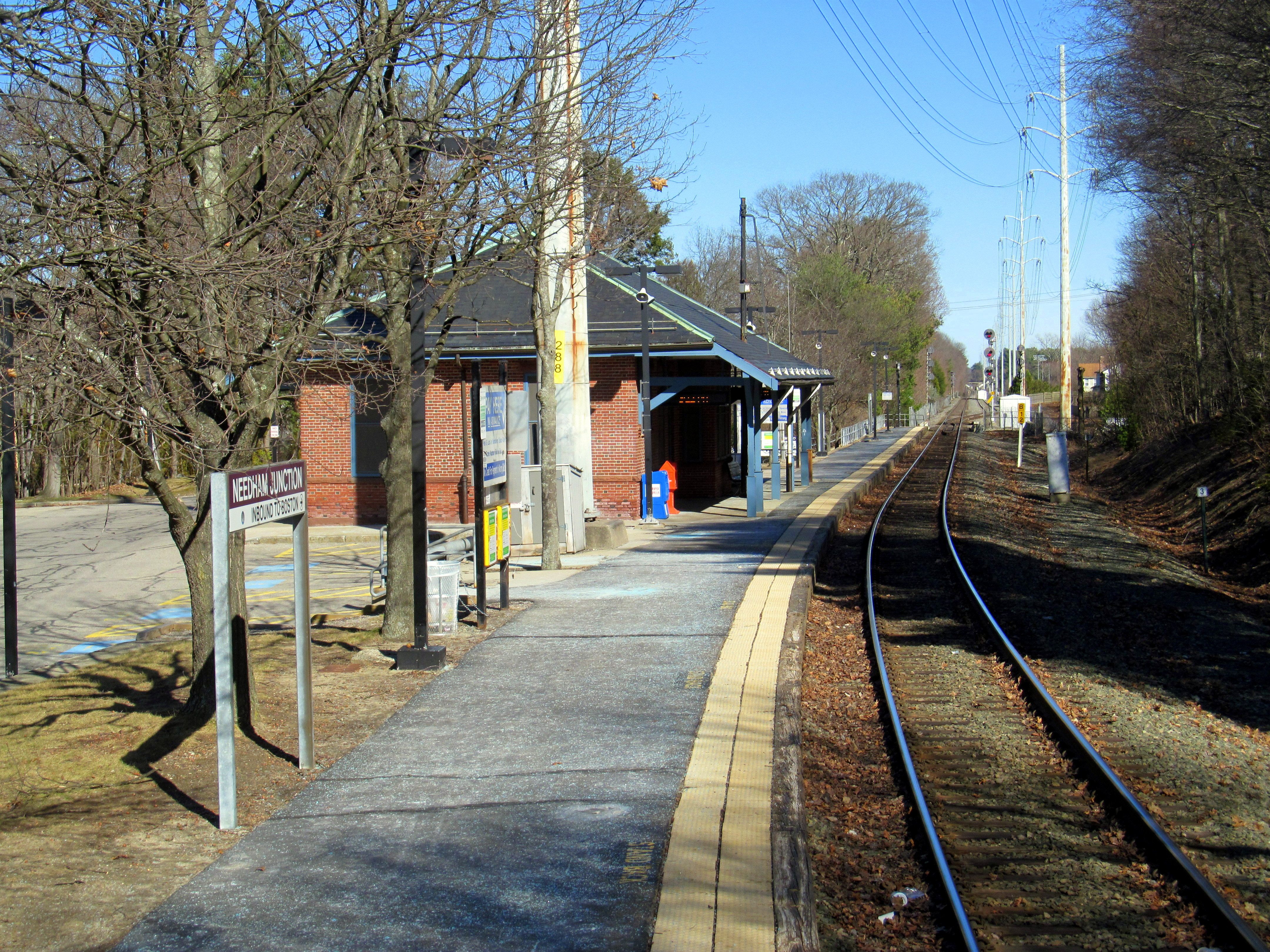
ニーダム・ジャンクション駅

## 関係者
- N・C・ワイエス：イラストレーター
- ネルソン・グッドマン：哲学者
- トーマス・ハックル・ウェーラー：ウイルス学者